# Herengracht

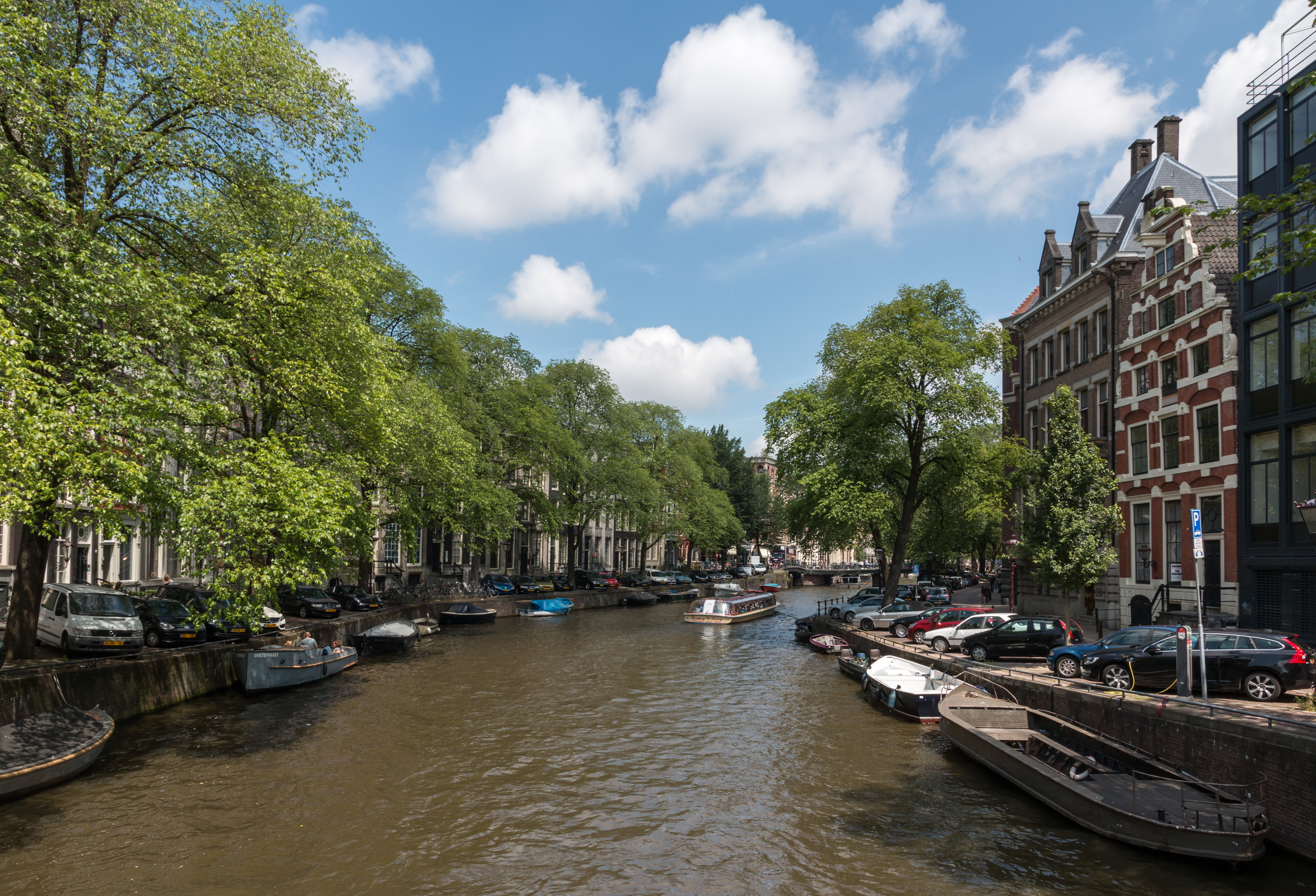
Die Herengracht im Sommer

Die Herengracht im Herbst

Die Herengracht (deutsch „Herrengraben“) ist eine der vier zum Amsterdamer Grachtengürtel gehörenden, halbkreisförmig um die Amsterdamer Altstadt angelegten Grachten. Sie liegt westlich und südlich des mittelalterlichen Stadtkerns. Die östliche Verlängerung der Herengracht jenseits der Amstel heißt Nieuwe Herengracht (deutsch „Neuer Herrengraben“). Parallel zur Herengracht verlaufen im Osten der ehemalige mittelalterliche Stadtgraben Singel, im Westen die Keizersgracht und die Prinsengracht.
Die Herengracht entstand in zwei Bauabschnitten ab 1612 und ab 1658. Zu den bedeutendsten Baudenkmälern gehören die in der Gouden Bocht (deutsch "Goldene Biegung") errichteten barocken Stadtpaläste wohlhabender Familien der Stadt.

## Geschichte

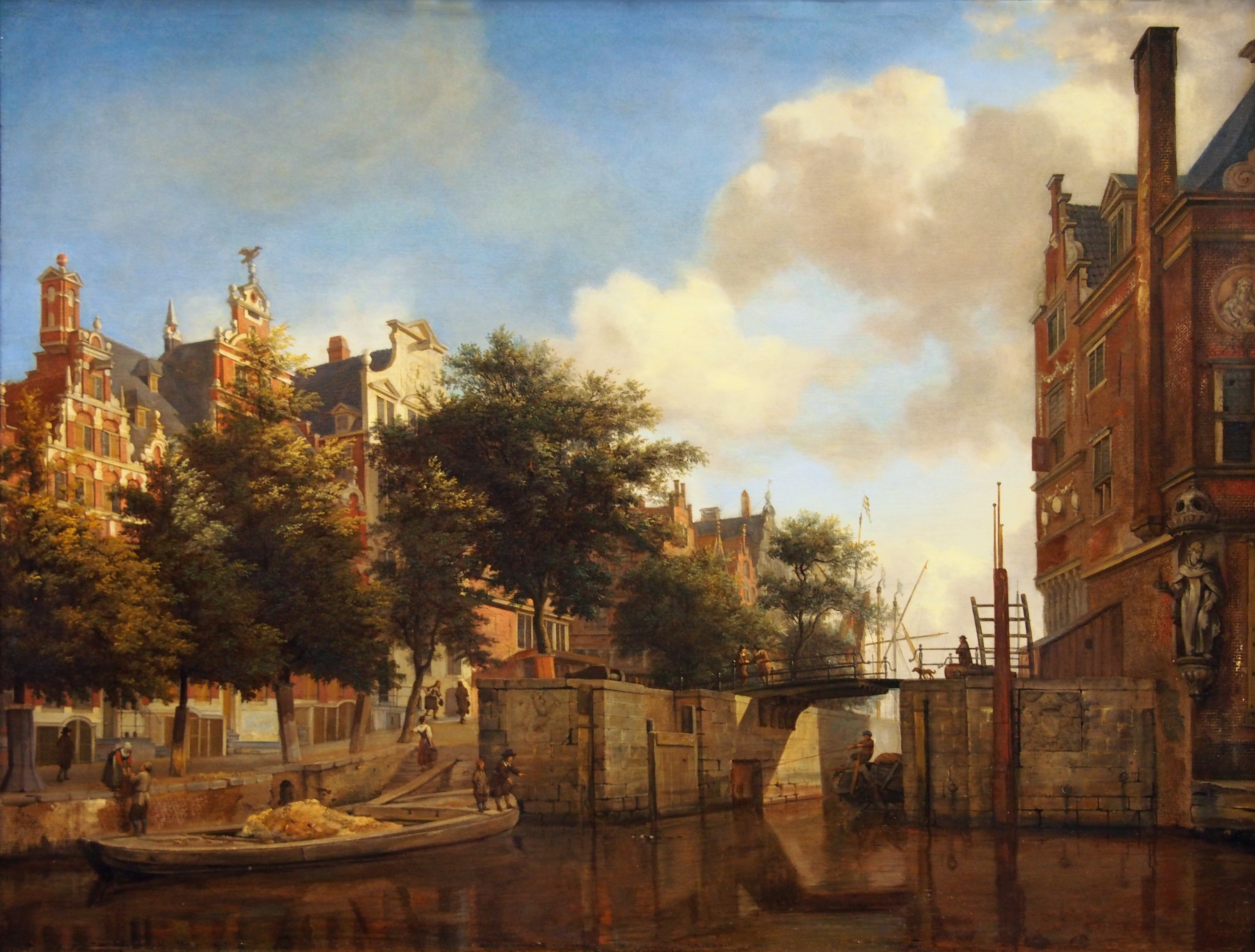
„Jan van der Heyden“, Häuser an der Herengracht und die alte Haarlemer Schleuse, um 1670 (mit topographischen Freiheiten)

Die Bauarbeiten zur Herengracht wurden im Jahr 1612 auf Initiative von Bürgermeister Frans Hendricksz. Oetgens, Stadtbaumeister Hendrick Jacobsz Staets und Stadtvermesser Lucas Jansz Sinck begonnen.
Zunächst war 1585 ein Sloot als Stadtgraben für die jenseits des Singel liegenden Reepschlägereien ausgehoben worden. Nach dem Ausbau zu einer Gracht wurde diese 1612 Herengracht benannt – zu Ehren der Statthalter von Amsterdam.
Der 1612 begonnene erste Bauabschnitt westlich der Altstadt reichte von der Brouwersgracht bis zur Leidsegracht. Der zweite Abschnitt bis zur Amstel folgte ab 1658. In diesem Teil liegt die Gouden Bocht, der prächtigste Teil der Herengracht, mit herrschaftlichen Häusern wohlhabender Amsterdamer Kaufleute mit klassizistischen Giebeln, Balkons, Gärten und Lauben in barockem Stil. Die Amsterdamer Kaufmannschaft war durch den Handel mit Westindien und Niederländisch-Ostindien zu großem Reichtum gelangt. Die Amsterdamer Architekten Philips Vingboons (1607–1678) und Adriaan Dortsman (1635–1682) entwarfen viele dieser repräsentativen Bürgerhäuser.
Der letzte Bauabschnitt, die Nieuwe Herengracht, entstand nahe des damaligen jüdischen Viertels Amsterdams, zwischen dem heute kanalisierten Fluss Amstel und der Gracht Entrepotdok.

## Querschnitt und Verlauf

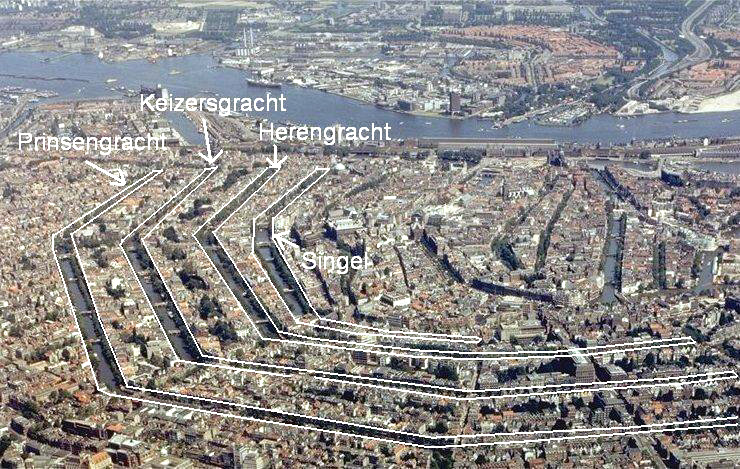
Der Verlauf des Grachtengürtels um die Altstadt

Die Straße besteht aus einem breiten schiffbaren Kanal in der Mitte, der beiderseits durch eine befahrbare Straße zur Erschließung der Häuser begrenzt und in Höhe von Querstraßen von insgesamt elf Brücken überspannt wird. Die Fahrdämme sind heute, wie in der Amsterdamer Altstadt üblich, als Einbahnstraßen ausgewiesen, sodass der Kanal einen breiten Mittelstreifen bildet.
Die Grundstücke sind typischerweise sehr tief bei einer auffallend schmalen und hohen Fassade.
Die Herengracht hat eine Länge von 2,4 Kilometer und beginnt im Nordwesten der Altstadt an der Brouwersgracht. Sie verläuft zunächst in südsüdwestlicher Richtung. Südlich der Abzweigung der Leliegracht, am Theatermuseum, macht sie einen Knick auf Süd. Weitere Knicke an der Leidsegracht, der Nieuwe Spiegelstraat (dieser Knick ist die Gouden Bocht) und der Reguliersgracht lenken den Verlauf sukzessive auf eine ostnordöstliche Richtung, bis die Herengracht im Süden der Altstadt auf die Amstel stößt. Dieser Verlauf ist nahezu identisch mit dem der Keizersgracht und der Prinsengracht.
Im Norden der Einmündung der Herengracht führt die 1883 eröffnete Blauwbrug über die Amstel.
Südlich der Raadhuisstraat liegt links und rechts der Herengracht das Einkaufs- und Ausgehviertel Neun Straßen.
Jenseits der Amstel liegt die kurze Nieuwe Herengracht, die bis zum Entrepotdok führt und von vier weiteren Brücken gequert wird, darunter der Brücke über die Weesperstraat. Die östliche Verlängerung jenseits dieses Hafenbeckens heißt Schippersgracht.
Im Zuge von Raadhuisstraat, Leidsestraat, Vijzelstraat und Utrechtsestraat wird die Herengracht von Straßenbahnen gekreuzt. Die Nieuwe Herengracht wird entlang der Muiderstraat ebenfalls von der Straßenbahn überquert und im Zuge der Weesperstraat von der U-Bahn unterquert; nördlich des Kanals liegt der U-Bahnhof Waterlooplein.
Alle Abschnitte der Gracht liegen in Amsterdam-Centrum.

## Bekannte Bauwerke

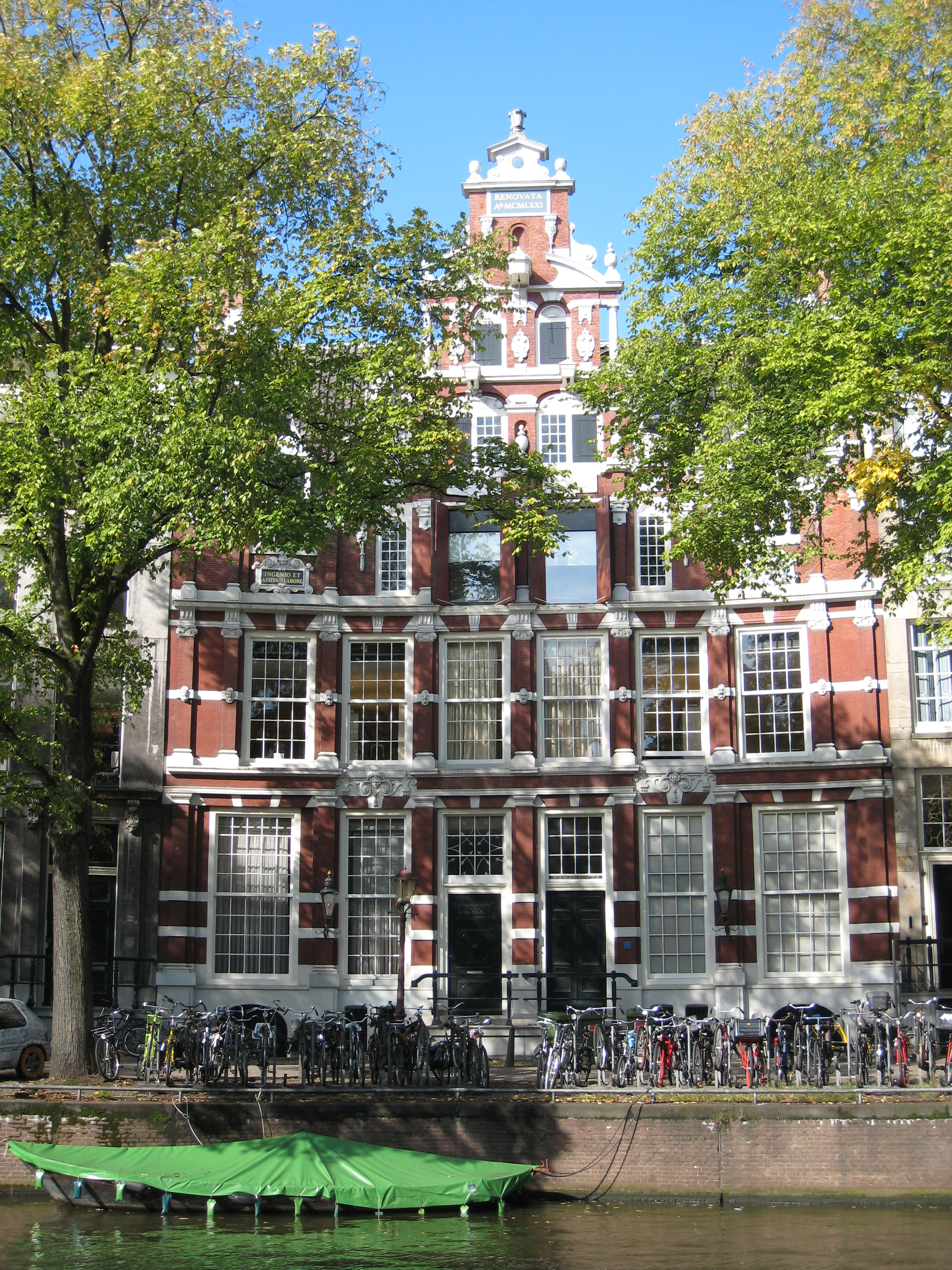
Bartolottihaus

An der Herengracht befinden sich viele prächtige monumentale Stadthäuser, darunter:
- Herengracht 59: De Hond (1659)
- Herengracht 120: De Coningh van Denemarken (1615)
- Herengracht 170–172: Huis Bartolotti / Het Bonte Huis (um 1617), Sitz des Theatermuseums
- Herengracht 203: Koopmanshuis (um 1618)
- Herengracht 274: De Witte Leli (1739)
- Herengracht 284: Huis Van Brienen (Familie Van Brienen van Ramerus) (1728)
- Herengracht 361: Sonnenberg (um 1655)
- Herengracht 366–368: Cromhouthuizen (Familie Cromhout) (1660 und 1662), Sitz des Bibelmuseums
- Herengracht 380: Nederlands Instituut voor Oorlogsdocumentatie (Niederländisches Institut für Kriegsdokumentation)
- Herengracht 394: Vier Heemskinderen (um 1671)
- Herengracht 446: Huis van der Graeff, Stadtpalais von Andries de Graeff an der Gouden Bocht
- Herengracht 450: Huis van Deutz (Familie Deutz van Assendelft) (1663); von 1900 bis 1921 Leesmuseum voor Vrouwen
- Herengracht 462: Sweedenrijk (1672)
- Herengracht 475: Huis de Neufville (Huis aan de Bocht) (1731/33)
- Herengracht 476: Huis de Vicq (Familie De Vicq) (1670)
- Herengracht 502: Huis met de Kolommen (1672), die Amtswohnung des Bürgermeisters
- Herengracht 518: Museum Haus Geelvinck-Hinlopen
- Herengracht 573: worin heutzutage das Tassenmuseum Hendrikje untergebracht ist; vormaliges Stadthaus von Cornelis de Graeff
- Museum Het Grachtenhuis aus dem 17. Jahrhundert, steht unter Denkmalschutz (Rijksmonument)

Zu den erhaltenen historischen Gärten gehören:
- Der historische Garten hinter Nr. 168
- Garten und Gartenhaus von G. Belin la Garde hinter Nr. 412